# Francisco Terán Morales
Francisco Terán Morales (Jerez de la Frontera, 2 de marzo de 1862 - Madrid, 28 de enero de 1931) fue un ingeniero de caminos y político España.

## Biografía
Desde 1885 a 1900 fue ingeniero subalterno en Huelva, donde contrajo matrimonio con Antonia Galindo Andújar, con la que tuvo 6 hijos. Conocedor del panorama hídrico e hidráulico español, así como de las comunicaciones por ferrocarril, fue nombrado Ingeniero Jefe de ferrocarriles de la provincia de Madrid en 1909. Fue Director de Ingeniería de la compañía Compañía de los Ferrocarriles de Madrid a Zaragoza y Alicante (M.Z.A.) en 1918. En 1919 fue Presidente del Instituto de Ingenieros Civiles y meses después Ministro de Abastecimientos.
Escribió un drama en verso titulado Leyes contradictorias. Falleció a los 68 años, alejado de la política, como Subdirector General de M.Z.A. Es autor de numerosos estudios y artículos, publicados en revistas especializadas.
- Datos: Q5867593
- Multimedia: Francisco Terán Morales / Q5867593